# تورومبت
تورومبت (به لاتین: Turumbet) یک منطقهٔ مسکونی در روسیه است که در باشقیرستان واقع شده‌است.